# Estação Bella Center

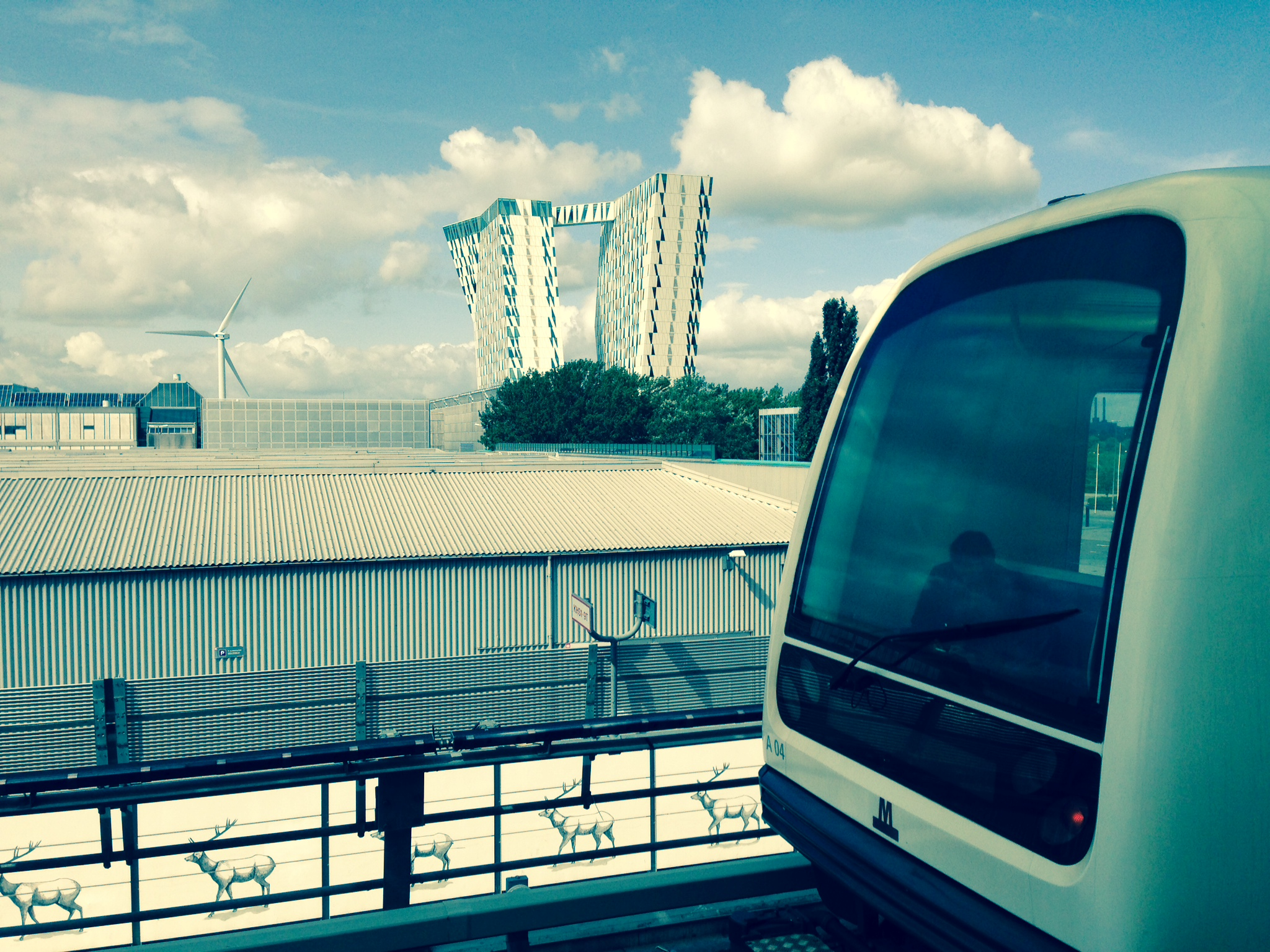
Bella Center station.

Bella Center é uma da estação da linha M1 do metro de Copenhaga, na Dinamarca.